# Union Jack (groupe britannique)
Pour les articles homonymes, voir Union Jack (homonymie).
Union Jack est le nom d’artiste donné à une collaboration entre Simon Berry et Claudio Giussani, un producteur anglais de trance. Le duo s’est focalisé sur l’acid trance et la tech trance, et est intimement associé au label Platipus Records, fondé par Berry.
Déçus par la musique des années 90, Berry et Giussani se sont associés en 1993, d’abord en remixant le titre « Away the Throttle Pedal Stop » de Nicely, avant de produire leur premier single mythique « Two Full Moons and a Trout ». Le single suivant, « Cactus », renforça leur réputation avant la sortie de leur premier album There Will Be No Armageddon. Cet album contient notamment « Red Herring », à écouter à la maison ou sur le dance floor, ce titre étant alors devenu populaire dans les clubs des années 90.
Le film Hackers (1995) fait référence à ce groupe.
En 2008, après un silence de sept ans, Union Jack (cette fois-ci avec Paul Brodgen, de POB/Seismic Records) se relança dans un live au festival Ultra Music, reprenant leurs titres classiques. Le succès de ce live poussa le groupe à sortir un nouvel album en 2009, Pylon Pigs, onze ans après leur dernière production.

## Discographie
- Two Full Moons and a Trout (CD, Rising High Records, 1994)
- Red Herring (Remixes) (CD, Rising High Records, 1995)
- There Will Be No Armageddon (CD, Platipus Records, 1995)
- Cockroach / Yeti (CD, Platipus Records, 1997)
- Pylon Pigs (CD, Platipus Records, 2009)